# 久保和明
久保 和明（くぼ かずあき、1975年8月8日 - ）は、日本の俳優であり映画プロデューサー。
株式会社レオーネ代表取締役社長。千葉県市川市出身。

## 経歴
日本映画学校（現日本映画大学）10期卒業。
1999年『はみだし刑事情熱系 V』村川透監督作品にて俳優デビュー。その後、数多くの商業作品に出演。24歳でオリジナルドラマ『Mean's』を企画して制作。「プロデューサー」「企画」「原案」「脚本」「監督」「主演」「宣伝」をこなし『トゥナイト2』（テレビ朝日）の“今最も面白い映画人”として特集が組まれるなど、新聞・週刊誌等の様々な媒体で取材を受け話題となる。
俳優業の傍ら、2007年からはタレントのマネージメント、キャスティング、映画プロデューサーとして映像制作に携わりながらも、ラジオ番組のMCを務めるなど、その活動は多岐に渡った。
27歳の時公認会計士である友人の勧めで2004年株式会社レオーネ（映像制作会社）を設立。株式会社レオーネは映画、ドラマ、PV、MV、ビデオシネマ、企業用ビデオ等様々な作品を年間30作品以上手掛けている。俳優としても活動中ではあるが、2008年以降は主に映像作品や映画プロデューサーとして活動している。プロデューサーを務めた映画からは数多くのヒット作品が生まれている。

## 製作・プロデューサー作品

### 映画
- アメイジング グレイス 〜儚き男たちへの詩〜　川野浩司監督　出演：窪塚俊介 宮田大三 神田沙也加 鎌苅健太 粟島瑞丸 上吉原陽 大嶋宏成 畑山隆則 渋川清彦 宮地真緒 永山たかし 松浦祐也 加藤沙耶香 吉木りさ ベンガル 鳥肌実 諏訪太朗 美保　純
- タナトス　原案：竹原慎二　原作：落合裕介　監督・脚本：城定秀夫　出演：徳山秀典　佐藤祐基　平愛梨　渋川清彦　古川雄大　大嶋宏成　竹原慎二　ガッツ石松　輪島功一　レパード玉熊　佐藤修　薬師寺保栄　秋本奈緒美　升毅　梅沢富美男
- 新宿区歌舞伎町保育園 城定秀夫監督
- 鎌苅健太 25th ドキュメンタリーDVD 「-flow-」 川野浩司監督　写真集 「-sight-」 同時発売 レオーネとポニーキャニオン2社による共同製作作品
- デコトラ☆ギャル　シリーズ
- ヤンキー女子高生　シリーズ
- 蒼空　企画・原作：倉科遼　主演：蒼井そら　監督・脚本：城定秀夫
- 眺めのいい部屋　監督・脚本：後藤大輔
- きしめんちゃん　監督・脚本：城定秀夫
- 18倫 シリーズ 城定秀夫監督
- イケてる2人 奥渉監督
- 眼球遊園シリーズ 原案：平山夢明（・「大日本ノックアウトガール」監修・監督・脚本：平山夢明　出演 ：水崎綾女、 真藤順三・「ラムズスクワッド」監修・脚本：平山夢明監督：清水匡　出演：松本若菜、 津田寛治・「血族」監修 ： 平山夢明監督・脚本 ： 清水匡）
- 牡丹灯籠　監督・脚本：清水匡
- ブラックジャーナルシリーズ
- カフェ・ソウル 武正晴監督　出演：キム・ジョンフン　斎藤工
- チョルラの詩 川口浩史監督　出演：キム・ミンジュン　ソ・ドヨン　キム・プルン
- デコトラ・ギャル 奈美 城定秀夫監督
- ドメスティック　原作：坂辺周一　監督・脚本：城定秀夫
- 失踪 城定秀夫監督
- hajiraiマシンガール 井口昇監督
- 若葉学園 チェリーボーイズ 城定秀夫監督
- 富江VS富江 久保朝洋監督
- 機械仕掛けのRQ 安藤尋監督
- 19 　脚本：高田亮　城定秀夫監督
- AZA－ARI 北沢幸雄監督
- ユリア１００式　原作：原田重光　原画：萩尾ノブト（ヤングアニマル　白泉社刊） 監督・脚本：城定秀夫
- 渋谷漂流少女　原作：たなかけいご．　奥渉監督
- 女子高生暴力教室　監督・脚本：小南敏也
- 女子高生暴力教室　牝蜂の復讐　監督・脚本：小南敏也
- いっツー　The movie 原作：岡田和人 監督・脚本：城定秀夫
- 日韓合作映画　マッドムービー～遊園地残酷迷宮～　監督・脚本：城定秀夫
- 日韓合作映画　韓国に嫁いだ女　監督・脚本：城定秀夫
- 日韓合作映画　ラブ＆ソウル　監督・脚本：城定秀夫
- 日韓合作映画　ラブ＆ソウル２　監督・脚本：城定秀夫
- 悦楽交差点　監督・脚本：城定秀夫
- 舐める女　脚本：長濱亮祐・城定秀夫　監督：城定秀夫
- 方舟の女たち　監督・脚本：城定秀夫
- 屍囚獄　原作:室井まさね　　監督・脚本：城定秀夫
- シュレーディンガーの女　監督・脚本：城定秀夫
- わたしはわたし　監督・脚本：城定秀夫
- ミク、僕だけの妹　監督・脚本：城定秀夫
- 新宿パンチ　監督：城定秀夫
- 恋の豚　脚本：鈴木愛・城定秀夫　城定秀夫監督
- 犯す女～愚者の群れ～　監督・脚本：城定秀夫
- 花咲く部屋　監督・脚本：城定秀夫
- 花と沼　監督・脚本：城定秀夫
- 性の劇薬　原作：水田ゆき　監督・脚本：城定秀夫
- アルプススタンドのはしの方 原作：籔博晶　脚本：奥村徹也　城定秀夫監督

- 欲しがり奈々ちゃん～ひとくち、ちょうだい～　脚本：首藤凜　城定秀夫監督
- 扉を閉めた女教師　監督・脚本：城定秀夫
- ここではないどこかへ　監督・脚本：小南敏也
- はつ恋とビー玉　品川区しながわ観光協会　川野浩司監督
- クロガラス　シリーズ ep１，ep２，ep３，ep０　小南敏也監督　出演：崎山つばさ、植田圭輔　他
- 愛なのに　　脚本：今泉力哉／監督：城定秀夫　出演：瀬戸康史 さとうほなみ 河合優実 中島歩 向里祐香　他　（2022年新宿武蔵野館他にて全国公開）
- 猫は逃げた　脚本：城定秀夫／監督：今泉力哉　出演：山本奈衣瑠　毎熊克哉　手島実優　井之脇海　伊藤俊介（オズワルド）　中村久美　他　（2022年新宿武蔵野館他にて全国公開）
- ビリーバーズ　原作：山本直樹　監督・脚本：城定秀夫　出演：磯村勇斗　北村優衣　宇野祥平　毎熊克哉　山本直樹　（2022年7月8日テアトル新宿他全国公開）
- 銀平町シネマブルース　脚本：いまおかしんじ　監督：城定秀夫　出演：小出恵介　吹越満　宇野祥平　藤原さくら　日高七海　 中島歩　黒田卓也　木口健太　小野莉奈　平井亜門　守屋文雄　関町知弘　小鷹狩八　谷田ラナ  さとうほなみ　加治将樹　片岡礼子　藤田朋子　／　浅田美代子　渡辺裕之（2023年2月10日（金）より新宿武蔵野館ほか全国順次公開）
- ヒットマン・ロイヤー　監督：大野大輔　出演：荒木宏文　陳内将　秋谷百音　高橋健介　北川尚弥　伊能昌幸　渡邊将　才川コージ　忍足洸武　大崎凛　安藤ヒロキオ　川又シュウキ　澁澤真美　佐倉萌　稲森誠　稲葉凌一　森羅万象（2023年4月公開・配給：クロックワークス）
- 放課後アングラーライフ　原作：井上かえる「女子高生の放課後アングラーライフ」（KADOKAWA刊） 監督・脚本：城定秀夫　出演：十味（#212）　まるぴ　森ふた葉　平井珠生　宇野祥平　西村知美　カトウシンスケ　三遊亭遊子　藤田朋子　中山忍（2023年4月公開・配給：KADOKAWA）
- アキはハルとごはんを食べたい　原作：たじまこと「アキはハルとごはんを食べたい」（竹書房「bamB！」刊）　監督：川野浩司／脚本：川﨑龍太　出演：赤澤遼太郎　高橋健介　赤羽流河　櫻井佑樹　竹内星菜　田中優香　青山ひかる　永山たかし　柴田理恵（2023年6月公開・配給：クロックワークス）
- 『セフレの品格 初恋』『セフレの品格 決意』（2作品同時公開）原作：湊よりこ『セフレの品格』（双葉社 JOUR COMICS）　監督・脚本：城定秀夫　主題歌：前野健太「ああ…」出演：行平あい佳　青柳翔　片山萌美　新納慎也　初恋：川瀬陽太　こころ　伊藤克信　寺島まゆみ　田中美奈子　決意：髙石あかり　石橋侑大　大嶋宏成（2023年夏公開・配給：日活）
- 神回　（TOEI VIDEO NEW CINEMA FACTORY 第一回作品）監督・脚本：中村貴一朗　出演：青木柚　坂ノ上茜　新納慎也　桜まゆみ　岩永洋昭　平山繁史　渡辺綾子　横江泰宣　井上想良　日下玉巳　三浦健人　平山由梨　藤堂日向　岡部ひろき　森一　南一恵（2023年7月公開・配給：東映ビデオ）
- 17歳は止まらない　（TOEI VIDEO NEW CINEMA FACTORY 第一回作品）監督・脚本：北村美幸　出演：池田朱那　片田陽依　白石優愛　大熊杏優　青山凱　中澤実子　ジョカベル美羽　安部夏音　三好紗椰　中島歩（2023年8月公開・配給：東映ビデオ）
- 新米記者トロッ子 私がやらねば誰がやる! 監督：小林啓一／脚本：大野大輔　出演：藤吉夏鈴　髙石あかり　久間田琳加　中井友望　綱啓永　外原寧々　ゆうたろう　筧美和子　石倉三郎　高嶋政宏（2024年8月公開・配給：東映ビデオ / SPOTTED PRODUCTIONS）

### 『アルプススタンドのはしの方』受賞歴
- 第42回ヨコハマ映画祭（2020年度）
  - 監督賞（城定秀夫）
  - 2020年度日本映画ベストテン 第6位
- 第12回TAMA映画（2020年度）
  - 特別賞受賞
- 第94回『キネマ旬報ベスト・テン』（2020年度）
  - 日本映画ベスト・テン10位
- 『映画芸術』2020年日本映画ベストテン＆ワーストテン（2020年度）
  - ベストテン３位
- 第30回日本映画プロフェッショナル大賞（2020年度）
  - 監督賞（城定秀夫）
  - ベストテン３位
- 「7月第4週公開映画の初日満足度ランキング」（2020年、Filmarks）
  - 第１位［★ 4.12／レビュー数：184］

### 『愛なのに』受賞歴
- 第44回ヨコハマ映画祭主演男優賞受賞（瀬戸康史）
- 第44回ヨコハマ映画祭 助演女優賞（河合優実）＜対象作品（「ある男」「PLAN 75」「愛なのに」「冬薔薇」「ちょっと思い出しただけ」）＞
- 第14回TAMA映画賞最優秀新進女優賞（河合優実）＜対象作品（『PLAN 75』『愛なのに』『ちょっと思い出しただけ』『女子高生に殺されたい』『百花』『冬薔薇』『偽りのないhappy end』）＞
- 第24回ウディネ・ファーイースト映画祭 脚本賞（今泉力哉・城定秀夫）
- Filmarks「2月第4週公開映画の初日満足度ランキング」第1位

### 『ビリーバーズ』受賞歴
- 第14回TAMA映画賞最優秀新進男優賞（磯村勇斗）＜対象作品（『ビリーバーズ』『PLAN 75』『異動辞令は音楽隊！』『さかなのこ』『前科者』『彼女が好きなものは』『ホリック xxxHOLiC』『劇場版 きのう何食べた？』『MIRRORLIAR FILMS Season3』）＞
- 第1回女性記者ライター映画賞主演男優賞（磯村隼斗）

## 出演

### 映画
- 青〜chong〜 李相日監督 （2000年、PFFアワードグランプリ作品）
- 空の穴 熊切和嘉監督 （2000年、第10回PFFスカラシップ）第30回ロッテルダム国際映画祭 国際評論家連盟 特別賞受賞作品
- ラヴァーズ・キス 及川中監督 （2001年）
- サムライガール２１　及川中監督（2001年）
- GUN CRAZY 室賀厚監督 （2000年、PFFアワードグランプリ作品）
- 凶気の桜 薗田賢次監督 （2002年）
- IKKA 川合晃監督 （2002年、PFFスカラシップ作品）
- 幸福の鐘 SABU監督 （2002年）
- 弱虫(チンピラ) 望月六郎監督 （2002年）
- 姉御 一倉治雄監督 （2002年）
- 1980 ケラリーノ・サンドロヴィッチ監督 （2002年）
- is A 藤原健一監督 （2003年）
- 偶然にも最悪な少年 グ・スーヨン監督 （2003年）
- ゼブラーマン 三池崇史監督 （2003年）
- るにん 奥田瑛二監督 （2003年）
- 殴者 須永秀明監督 （2003年）
- イントゥ・ザ・サン ミンク監督 （2004年）
- 魁!!クロマティ高校 山口雄大監督 （2004年）
- 戦国自衛隊1549 手塚昌明監督 （2004年）
- SAYURI ロブ・マーシャル監督 （2005年）
- あさってDance2 本田隆一監督 （2005年）
- こわい顔 本田隆一監督 （2005年）
- WILD SPEED3～TOKYO DRIFT～  （2005年）
- 純ブライド 廣田幹夫監督 （2006年）
- 荒くれKNIGHT 廣田幹夫監督 （2006年）
- ドリフト2 神野太監督 （2006年）
- アフタースクール 内田けんじ監督 （2007年）

### ハリウッド映画
・イントゥ・ザ・サン 　ミンク監督 主演：スティーブン・セガール（2004年）
・SAYURI スティーブン・スピルバーグ製作　ロブ・マーシャル監督 主演：チャン・ツィイー（2005年）
　「シカゴ」でアカデミー賞6部門を制覇したロブ・マーシャル監督による、アーサー・ゴールデンのベストセラー小説「さゆり」の映画化。
　原題：Memoirs of a Geisha　配給：ブエナビスタ、松竹
・ワイルド・スピードX3 TOKYO DRIFT　ジャスティン・リン監督　脚本：クリス・モーガン　主演：ルーカス・ブラック（2005年）

### テレビドラマ
- はみだし刑事情熱系 V　第5話倉沢役 村川透監督 （2000年テレビ朝日）
- アイドルをさがせ! ～松浦亜弥主演ミニドラマ「亜弥のDNA」レギュラー （2002年テレビ東京）
- ランチの女王 （2002年フジテレビ）
- はるちゃん６（2002年フジテレビ）
- こちら本池上署 （2002年TBS）
- リトル・ホスピタル レギュラー（2003年テレビ東京）
- 東京ラブ・シネマ （2003年フジテレビ）
- 一獲千金夢家族2 （2003年TBS）
- あなたの隣に誰かいる（2003年フジテレビ）
- X'smap〜虎とライオンと五人の男〜　中島哲也監督 （2004年フジテレビ）
- 湘南探偵事務所土曜ワイド劇場 井坂聡監督（2005年テレビ朝日）
- 救命病棟24時～アナザーストーリー （2006年フジテレビ）
- キッチンウォーズ （2006年フジテレビ）
- 恋する!?キャバ嬢 （2006年テレビ東京）
- CHANGE （2008年フジテレビ）

### オリジナルビデオ
- Means! 久保和明監督 （2001年）
- 喧嘩の極意 高橋玄監督 （2000年）
- つのだじろうの霊界からの招待状 新里猛作監督 （2000年）
- 湘南爆走族 神野太監督 （2000年）
- 真・雀鬼 6&7 片岡修二監督 （2000年）
- 愚連 及川中監督 （2000年）
- 岸和田少年愚連隊 カオルちゃん最強伝説 EPISODE-2 ロシアより愛をこめて( 宮坂武志監督 （2001年）
- 女雀龍伝2～流血篇～ 石川二郎監督 （2001年）
- 極妻任侠道 成田裕介監督 （2002年）
- 外道 金澤克次監督 （2000年）
- 無間地獄 池田敏春監督 （2000年）

### ラジオ
- 久保和明の日本男児役者魂 市川FM （2000年～2002年）

### 舞台
- 冬の雨 （1997年）
- アパッチ水滸伝 （1999年）